# X-Men: Evolúció
Az X-men: Evolúció (eredeti cím: X-Men: Evolution) 2000-től 2003-ig futott amerikai televíziós 2D-s számítógépes animációs sorozat, amelynek alkotója Jason Katims. A tévéfilmsorozat a Marvel Studios és a Film Roman gyártásában készült, a Disney-ABC International Television forgalmazásában jelent meg. Műfaját tekintve akciófilm-sorozat, filmdráma-sorozat, fantasy filmsorozat, romantikus filmsorozat, sci-fi filmsorozat és thriller filmsorozat. Amerikában 2000-től 2003-ig futott a Kid's WB csatornán. Magyarországon a Cartoon Network adta le az első három évadot szinkronizálva. Később a TV6 vetítette, 2011-ben pedig a negyedik évadot is műsorára tűzte, új szinkronnal.

## Cselekmény

### Első évad
Az első évad bemutatja a legfontosabb szereplőket, és felvázolja az induló történet alapvonalait. X Professzor, Küklopsz, Farkas, Ciklon és Jean Grey alkotják az eredeti X-men csapatát. Az évad folyamán az X-menek rangsora megszilárdul, ahogy csatlakozik hozzájuk Árnyék az első részben, Árnymacska a másodikban, Tüske az ötödikben és Vadóc a hetedikben (ő korábban, a harmadik részben, a Testvériséghez csapódott). Az évad további részeiben Árnyék fényt derít vér szerinti anyja kilétére, Farkas eloszlatja a múltját borító homályt, Vadóc egy nagy hátraarccal az X-menekhez pártol, és Xavier féltestvére, Bulldózer kiszabadul fogságából.
Napirenden vannak az összecsapások a Testvériséggel, akik az X-menekkel versengve  toborozzák új tagjaikat. Varangy az első, akit megismerünk, őt követi Lavina, Haspók és Higanyszál. A Testvériség, melyet Mystique vezet, valójában egy magasabb erő (Magneto) befolyása alatt áll, akinek kilétére csak az utolsó, dupla epizódban derül fény. Miután Küklopsz megtudja, hogy öccse, Alex túlélte azt a repülőszerencsétlenséget, melyben szüleik meghaltak, Magneto mindkettejüket elrabolja, és M-Aszteroida nevű főhadiszállására hurcolja. Magneto több X-ment és Testvériség-tagot foglyul ejt, hogy egy kísérlet során felfokozza mutáns képességeiket és kiirtsa az érzelmeiket. Scott és Alex Summers elpusztítja az M-Aszteroidát, ám előtte két azonosítatlan repülő fémgömb hagyja el a felrobbanó sziklát.

### Második évad
A második évad során jó néhány új mutánssal bővül az X-menek csapata. A Bayville-i Gimnázium kémia- és testnevelés-tanára, Bestia, immár X-Manként, a Xavier-intézet tanára lesz, ahová egy sereg új diák érkezik: Robbancs, Napfolt, Jégember, Farkasfű, Magma, Többszörös ember, Jubileum, Elektro és Ágyúgolyó. Kiderül továbbá, hogy az M-Aszteroidán látszólag elpusztult gonosztevők életben vannak. Kardfog tovább vadászik Farkasra, és Magneto is tovább szövi nagyratörő terveit. Mystique egy gimnazista lány, Risty Wilde alakját ölti, Vadóc barátnője lesz, egy házibuli során bejut a Xavier-intézetbe, és ellopja a Cerebrón tárolt adatokat. Segítségükkel megtalálja Wanda Maximoffot, a Skarlát Boszorkányt, Magneto lányát és Higanyszál nővérét. Az érzelmileg labilis mutáns Mystique feltűnésével egy időben csatlakozik a Testvériséghez, és győzelemre segíti őket az X-menekkel vívott csatában, a Bayville-i nagyáruház falai közt. A finálé előtt egy előremutató epizódban a telepata Mesmero kinyitja a három ajtó egyikét, melyek az Apokalipszis néven ismert mutáns nyughelyét rejtik.
Az utolsó dupla epizód kezdetén Xavier szigorúan megparancsolja X-menjeinek, hogy a Testvériséggel karöltve szálljanak szembe Magnetóval. Küklopsz haragjában, amiért korábbi ellenfeleivel kell társulnia, faképnél hagyja a csapatot. Kisvártatva működésbe lép az intézet önmegsemmisítő rendszere, miközben Küklopsz és jó néhány diák még ott van a falak között. Magneto mindeközben összeverbuválja Csatlósait, Kardfogat, Gambitot, Pyrót és Kolosszust, hogy velük vívja meg harcát az X-men / Testvériség csapata ellen. Ugyanekkor Farkast foglyul ejti Bolivar Trask, hogy rajta próbálja ki új antimutáns fegyverét, az Őrrobotot. Magneto ravasz csellel rászabadítja az Őrrobotot a városra, így kényszerítve az X-meneket, hogy a nyilvánosság előtt használják erejüket. Wanda Magneto nyomára jut, és megtámadja, miközben Magneto éppen az őt célba vevő Őrrobotot igyekszik hatástalanítani. Az Őrrobot felrobban, alázuhan, és látszólag agyonzúzza Magnetót. A mutánsok, kiket az Őrrobot nem ejtett foglyul, visszatérnek az intézet romjaihoz, és látják, hogy Küklopsz és a diákok sértetlenül jönnek elő a falak közül. Scott kiragadja Xaviert a tolószékéből, és azzal vádolja, hogy ő robbantotta fel az intézetet. Mindenki döbbenetére Xavier kárörvendően talpra áll, és Mystique-ké változik.

### Harmadik évad
A harmadik és negyedik évad során a történet jóval komorabbra fordul. Az Őrrobottal vívott harc nyomán a mutánsok léte többé nem titok, és a közvélemény ellenségként tekint rájuk. A sorozat az X-men történetek hagyományosabb fordulatait követi, az előítélet, a tömeghisztéria és tömegpánik témáit variálja. Az évad során az igazi Xavier megkerül, Scott megleckézteti Mystique-et, az intézetet újjáépítik, és az X-menek visszatérhetnek a Bayville-i Gimnáziumba. Wanda tovább vadászik Magnetóra (akit fia, Higanyszál az utolsó pillanatban megmentett), egészen addig, míg Magneto a telepata mutáns, Agymester segítségével meg nem szépíti gyerekkori emlékeit. Scott és Jean között mélyebb kapcsolat szövődik; Varangy viszonzatlan szerelemre lobban Wanda iránt; Árnyékot csúf külseje ellenére megszereti gimnazista társa, Amanda; Tüske pedig, amikor erejét nem tudja szabályozni többé, elhagyja az X-meneket, és úgy dönt, hogy a csatornalakó mutánsok, a Martalócok között él tovább.
Vadóc epizódról epizódra, fokozatosan veszíti el uralmát ereje fölött, míg végül betegszobába kerül. Ekkor jut tudomására, hogy Mystique nem más, mint a mostohaanyja. Mystique Sors nevű mutáns barátnője látomásaiból megtudja, hogy Vadóc és az ő végzetét egy ősi mutáns tartja a kezében, akinek feltámadása küszöbön áll. Az utolsó előtti, dupla epizódban végre színre lép Apokalipszis. Mesmero, miután kinyittatta Magnetóval a második kaput, Mystique-et és a hipnotizált Vadócot használja eszközül a harmadik kapu felnyitásához. Mystique a művelet során kővé változik. Apokalipszis magába szívja Vadóc felfokozott erejét, könnyedén legyőzi az X-menek, Magneto és Csatlósai, valamint a Testvériség egyesült csapatát, majd kiemelkedik sírjából.

### Negyedik évad
Az utolsó évad mindössze kilenc részből áll. A nyitó epizódban Apokalipszis látszólag elpusztítja a rá támadó Magnetót, Vadóc pedig Mystique-kal végez oly módon, hogy kőszoborrá dermedt alakját lelöki egy szikláról, Árnyék legnagyobb bánatára. A Testvériség ideig-óráig a jótevő szerepében tetszeleg; Farkas kamaszlány-klónja, X-23 visszatér és bosszút áll tönkretevőin; Tüske és a Martalócok a felszínre törnek; Árnymacska egy mutáns kísértetre bukkan; Vadócot elrabolja Gambit, és Louisianába viszi, hogy segítsen kiszabadítani apját; Xavier pedig Skóciába utazik, ahol szembesül tudathasadásos fiával, Lucasszal. Leech is felbukkan, még mint kisfiú.
A fináléban Apokalipszis legyőzi Xaviert és Ciklont, s Magnetóval és Mystique-kal együtt Négy Lovasává változtatja őket. Megparancsolja nekik, hogy védjék három piramisát és "műveleti bázisát", a Szfinxet, ahonnan az X-gének szétszórásával a Föld teljes lakosságát mutánssá akarja változtatni. A végső csatában a Lovasok visszanyerik eredeti énjüket, és Apokalipszist újra bezárják az időkapszulába. Vadóc és Árnyék elutasítja anyjuk bocsánatkérését; Árnymacska és Lavina újra egymásra talál; Magneto kibékül Wandával és Higanyszállal; Ciklon és Tüske szintén összeölelkeznek, Xavier pedig láthatja, amint diákjai az X-men csapataként újra egyesítik erőiket.

## Szereplők

### X-Men

#### X Professzor
| Név      | Charles Xavier |
| Fedőnév  | X Professzor   |
| Képesség | Telepátia      |

#### Ciklon
| Név      | Ororo Munroe        |
| Fedőnév  | Ciklon              |
| Képesség | Időjárás irányítása |

#### Farkas
| Név      | Logan                                                       |
| Fedőnév  | Farkas/Rozsomák                                             |
| Képesség | Regenerálódás, adamantium csontváz, ki-be húzható fémkarmok |

#### Bestia
| Név      | Hank McCoy                                                      |
| Fedőnév  | Bestia                                                          |
| Képesség | Macskaszerű fiziológia, emberfeletti erő és öngyógyuló képesség |
| Kinézet  | Kék testszőrzet, macskaszerű koponya                            |

#### Jean Grey
| Név      | Jean Grey |
| Képesség | Tárgyakat mozgat, manipulál az akaratával Képes emberek gondolataiban olvasni Főnix-erővel rendelkezik (az agya elzárt részében) |

#### Küklopsz
| Név      | Scott Summers                   |
| Fedőnév  | Küklopsz                        |
| Képesség | Optisugarak kilövése a szeméből |

#### Árnymacska
| Név      | Kitty Pryde        |
| Fedőnév  | Árnymacska         |
| Képesség | Anyagtalanná válás |

#### Vadóc
| Név         | Anna Raven                                                        |
| Valódi Neve | Marie d'Ancanto                                                   |
| Fedőnév     | Vadóc                                                             |
| Képesség    | Érintéssel rövid időre átveszi az illető képességeit és emlékeit. |

#### Árnyék
| Név      | Kurt Wagner  |
| Fedőnév  | Árnyék       |
| Képesség | Teleportálás |

#### Jégember
| Név      | Bobby Drake             |
| Fedőnév  | Jégember                |
| Képesség | Fagy és jég manipuláció |

#### Tüske
| Név      | Evan Daniels                                |
| Fedőnév  | Tüske                                       |
| Képesség | Külső csont páncél és kilőhető csont tüskék |

### A Testvériség

#### Mystique
| Név      | Raven Darkholme |
| Fedőnév  | Mystique        |
| Képesség | Alakváltás      |

#### Haspók
| Név      | Fred J. Dukes      |
| Fedőnév  | Haspók             |
| Képesség | Rendkívüli izomerő |

#### Higanyszál
| Név      | Pietro Maximoff      |
| Fedőnév  | Higanyszál           |
| Képesség | Elképesztő gyorsaság |

#### Skarlát Boszorkány
| Név      | Wanda Maximoff                   |
| Fedőnév  | Skarlát Boszorkány               |
| Képesség | Valóság-manipuláció, káosz mágia |

#### Lavina
| Név      | Lance Alvers          |
| Fedőnév  | Lavina                |
| Képesség | Földrengés előidézése |

#### Varangy
| Név      | Todd Tolansky               |
| Fedőnév  | Varangy                     |
| Képesség | Békaszerű mozgás, békanyelv |

### Magneto csapata

#### Magneto
| Név      | Erik Magnus Lensheer                                                                                 |
| Fedőnév  | Magneto                                                                                              |
| Képesség | a mágnesesség manipulálása, mesteri stratéga, képzett közelharcos, géniusz szintű intellektussal bír |

#### Gambit
| Név      | Remy LeBeau |
| Fedőnév  | Gambit |
| Képesség | Képes feltölteni az anyagot biokinetikus energiával, hipnotikus vonzerő, emberileg elérhető legnagyobb sebesség, állóképesség, ügyesség és reflexek, képzett közelharcos, stratéga és tolvaj. |

#### Kardfog
| Név      | Victor Creed |
| Fedőnév  | Kardfog |
| Képesség | Emberfeletti testi erő, Gyors öngyógyuló képesség, Éles tépőfogak és karmok, Fejlett érzékszervekkel rendelkezik |

#### Pyro
| Név      | St. John Allerdyce |
| Fedőnév  | Pyro               |
| Képesség | A tűz manipulálása |

#### Agymester
| Név      | Jason Wyngarde                        |
| Fedőnév  | Agymester                             |
| Képesség | Illúziók és hamis emlékek létrehozása |

#### Kolosszus
| Név      | Pjotr Nyikolajevics Raszputyin         |
| Fedőnév  | Kolosszus                              |
| Képesség | Képes testét szerves fémmé átalakítani |

### Egyéb mutánsok

#### Forge
| Név      | Forge                                     |
| Fedőnév  | Forge                                     |
| Képesség | Briliáns feltaláló készség, kiborg végtag |

#### Angyal
| Név      | III. Warren Worthington           |
| Fedőnév  | Angyal                            |
| Képesség | Angyal szárnyak, üreges csontozat |

#### Mesmero
| Név      | Vincent             |
| Fedőnév  | Mesmero             |
| Képesség | Mások hipnotizálása |

#### Buldózer
| Név      | Cain Marko                                                      |
| Fedőnév  | Buldózer                                                        |
| Képesség | Sebezhetetlenség, és ha lendületet vesz képtelenség megállítani |

#### Robbancs
| Név      | Tabitha Smith                     |
| Fedőnév  | Robbancs                          |
| Képesség | Robbanó energialabdák létrehozása |

#### Callisto
| Név      | Callisto                |
| Fedőnév  | Callisto                |
| Képesség | Kifinomult érzékszervek |

#### Plazma
| Név      | Alex Summers                      |
| Fedőnév  | Plazma                            |
| Képesség | Plazma sugarakat lő ki a kezeiből |

#### X-23
| Név      | Laura Kinney                                                                |
| Fedőnév  | X-23                                                                        |
| Képesség | Öngyógyítás, adamantium csontváz és visszahúzható karmok a kéz- és lábfejen |

## Szereposztás
| Szereplő                            | Eredeti hang                                     | Magyar hang                                                                                                 |
| X-Menek                             | X-Menek                                          | X-Menek |
| ----------------------------------- | ------------------------------------------------ | --- |
| Charles Xavier Professzor           | David Kaye                                       | Fazekas István                                                                                              |
| Logan / Farkas                      | Scott McNeil                                     | Csernák János                                                                                               |
| Ororo Munroe / Ciklon               | Kristen Williamson                               | Kerekes Andrea (4. évad)                                                                                    |
| Scott Summers / Küklopsz            | Kirby Morrow                                     | Moser Károly                                                                                                |
| Jean Grey                           | Venus Terzo                                      | Urbán Andrea (1-3. évad) Nádasi Veronika (4. évad)                                                          |
| Vadóc                               | Meghan Black                                     | Téglás Judit (1-3. évad) Szabó Zselyke (4. évad)                                                            |
| Evan Daniels / Tüske                | Neil Denis                                       | Láng Balázs (1-3. évad) Előd Álmos (4. évad)                                                                |
| Kurt Wagner / Árnyék                | Brad Swaile                                      | Fekete Zoltán                                                                                               |
| Kitty Pryde / Árnymacska            | Maggie Blue O'Hara                               | Kiss Virág                                                                                                  |
| Hank McCoy / Bestia                 | Michael Kopsa                                    | Bolla Róbert (2-3. évad) Melis Gábor (4. évad)                                                              |
| Mutáns újoncok                      |                                                  | |
| Bobby Drake / Jégember              | Andrew Francis                                   | Pálmai Szabolcs (2-3. évad) Stukovszky Tamás (4. évad)                                                      |
| Ray Crisp / Elektro                 | Tony Sampson                                     | Seszták Szabolcs (2-3. évad) Kardos Bence (4. évad)                                                         |
| Tabitha Smith / Robbancs            | Megan Leitch                                     | Szabó Gertrúd (2-3. évad) Tóth Szilvia (4. évad)                                                            |
| Amara Aquilla / Magma               | Alexandra Carter                                 | Hámori Eszter (2-3. évad) Pekár Adrienn (4x04. rész)                                                        |
| Jubilation Lee / Jubilee            | Chiara Zanni                                     | Hámori Eszter                                                                                               |
| Samuel Guthrie / Ágyúgolyó          | Bill Switzer                                     | Sörös Miklós (2. évad) Bodrogi Attila (3x11. rész) Joó Gábor (4. évad)                                      |
| Roberto Costa / Napfolt             | Michael Coleman                                  | Turi Bálint (2x14. rész) Sörös Miklós (3x04. rész)                                                          |
| Rahne Sinclair / Farkasember        | Chantal Strand                                   | |
| James Madrox / Többszörös           | David Kaye                                       | Előd Botond (2-3. évad) Timon Barna (4. évad)                                                               |
| A Testvériség                       |                                                  | |
| Raven Darkhölme / Mystique          | Colleen Wheeler                                  | Spilák Klára (1-3. évad) Tóth Szilvia (4. évad)                                                             |
| Lance Alvers / Lavina               | Christopher Grey                                 | Kossuth Gábor (1-3. évad) Sörös Miklós (4. évad)                                                            |
| Pietro Maximoff / Higanyszál        | Richard Ian Cox                                  | Seder Gábor (1-3. évad) Renácz Zoltán (4. évad)                                                             |
| Fred Dukes / Haspók                 | Michael Dobson                                   | Szűcs Sándor (1-3. évad) Pipó László (4. évad)                                                              |
| Todd Tolansky / Varangy             | Noel Fisher                                      | Szokol Péter (1-3. évad) Seres Dániel (4. évad)                                                             |
| Wanda Maximoff / Skarlát Boszorkány | Kelly Sheridan                                   | Árkosi Kati (2-3. évad) Martin Adél (4. évad)                                                               |
| Akolitok                            |                                                  | |
| Erik Magnus Lehnsherr / Magneto     | Christopher Judge                                | Garamszegi Gábor (1-3. évad) Sörös Sándor (4. évad)                                                         |
| Victor Creed / Kardfog              | Michael Donovan                                  | Végh Ferenc                                                                                                 |
| Remy Lebeau / Gambit                | Alessandro Juliani                               | Beratin Gábor (3. évad) Seder Gábor (4. évad)                                                               |
| St. John Allerdyce / Pyro           | Trevor Devall                                    | Bodrogi Attila (3. évad) Harcsik Róbert (4. évad)                                                           |
| Piotr Rasputin / Kolosszus          | Michael Adamthwaite                              | Hegedüs Miklós (2. és 4. évad) Bolla Róbert (3x03. rész) Csuha Lajos (3x13. rész)                           |
| Jason Wyngarde / Agymester          | Campbell Lane                                    | Kapácsy Miklós                                                                                              |
| Mellékszereplők                     |                                                  | |
| Forge                               | Samuel Vincent                                   | Csizmadia Gergely                                                                                           |
| Alex Masters / Plazma               | Matt Hill                                        | Bodrogi Attila                                                                                              |
| Warren Worthington / Angyal         | Mark Hildreth                                    | Kárpáti Levente (2. évad) Juhász Zoltán (3. évad)                                                           |
| Steve Rogers / Amerika Kapitány     | Nem szólal meg                                   | Nem szólal meg                                                                                              |
| Cain Marko / Buldózer               | Paul Dobson                                      | Bolla Róbert (1. évad) Szinovál Gyula (3. évad)                                                             |
| En Sabah Nur / Apokalipszis         | David Kaye                                       | Bolla Róbert                                                                                                |
| Mesmero                             | Ron Halder                                       | Turi Bálint (2. évad) Wohlmuth István (3. évad)                                                             |
| Bolivar Trask                       | John Novak                                       | Bácskai János                                                                                               |
| Nick Fury                           | Jim Byrnes                                       | F. Nagy Zoltán (2-3. évad) Hegedüs Miklós (4x03. rész) Mikula Sándor (4x05-09. rész)                        |
| Deborah Risman                      | Lisa Ann Beley                                   | Makay Andrea                                                                                                |
| X-23                                | Andrea Libman (3. évad) Brittney Irvin (4. évad) | Molnár Ilona (3. évad) Pekár Adrienn (4. évad)                                                              |
| Callisto                            | Saffron Henderson                                | Törtei Tünde (3. évad) Vadász Bea (4. évad)                                                                 |
| Caliban                             | Michael Dobson                                   | Turi Bálint                                                                                                 |
| Lucidus                             | Lee Tockar                                       | Kárpáti Levente                                                                                             |
| Edward Kelly Igazgató               | Dale Wilson                                      | Koncz István (2-3. évad) Beratin Gábor (4. évad)                                                            |
| Duncan Matthews                     | Vincent Gale                                     | Várfi Sándor (1x01. rész) Turi Bálint (1x04. rész) Honti Molnár Gábor (2-3. évad) Ungvári Gergely (4. évad) |
| Taryn Fujioka                       | Janyse Jaud                                      | Molnár Ilona                                                                                                |
| Paul Haits                          | Neil Denis                                       | Sörös Miklós                                                                                                |
| Misty Wilde                         | Nicole Oliver                                    | Oláh Orsolya                                                                                                |
| Amanda Sefton                       | Moneca Stori                                     | Csonka Anikó                                                                                                |
| Webber Torque / Hekker              | Gabe Khouth                                      | |
| Irene Adler / Sors                  | Ellen Kennedy                                    | Szórádi Erika                                                                                               |
| Agatha Harkness                     | Pauline Newstone                                 | Kassai Ilona (2. évad) Tóth Szilvia (4. évad)                                                               |
| David Haller / Lucas / Ian          | Kyle Labine                                      | Ungvári Gergely (David) Kossuth Gábor (Lucas)                                                               |
| Gabrielle Haller                    | Stevie Vallance                                  | Menszátor Magdolna                                                                                          |
| Jean-Luc LeBeau                     | Paul Dobson                                      | Bicskey Lukács                                                                                              |
| Margali Sefton                      | Teryl Rothery                                    | Ősi Ildikó                                                                                                  |
| Mr. Sefton                          | Alvin Sanders                                    | Bicskey Lukács                                                                                              |
| Mr. Smith                           | Phil Hayes                                       | Rosta Sándor                                                                                                |
| Mrs. Leech                          | Jillian Michaels                                 | Dudás Eszter                                                                                                |
| Dorian Leech                        | Danny McKinnon                                   | Penke Soma                                                                                                  |
| Danielle Moonstar                   | Tabitha St. Germain                              | |
| Madame Hydra                        | Lisa Ann Beley                                   | Fésűs Bea                                                                                                   |
| Vörös Omega                         | Richard Newman                                   | Honti Molnár Gábor                                                                                          |
| Kesztyű                             | Mark Gibbons                                     | Maday Gábor                                                                                                 |
| Hungan                              | Blu Mankuma                                      | F. Nagy Zoltán                                                                                              |
| Mirambo                             | Alvin Sanders                                    | Bácskai János                                                                                               |
| Mr. Rodetski                        | Richard Newman                                   | Németh Gábor                                                                                                |
| Hawke Őrmester                      | David Kaye                                       | Megyeri János                                                                                               |
| Thorton Professzor                  | Campbell Lane                                    | Uri István                                                                                                  |

## Epizódok
| Évad | Évad | Epizódok száma | Évad premier         | Évad finálé         |
| ---- | ---- | -------------- | -------------------- | ------------------- |
|      | 1    | 13             | 2000. november 4.    | 2001. május 12.     |
|      | 2    | 17             | 2001. szeptember 29. | 2002. május 11.     |
|      | 3    | 13             | 2002. szeptember 14. | 2003. augusztus 16. |
|      | 4    | 9              | 2003. augusztus 30.  | 2003. október 25.   |